# Rudolf Stadelmann (Agrarwissenschaftler)
Rudolf Stadelmann (* 8. September 1813 in Suhl, Provinz Sachsen; † 6. Juli 1891 in Halle (Saale)) war ein deutscher Agrarwissenschaftler. Als Privatgelehrter und langjähriger Generalsekretär des Landwirtschaftlichen Centralvereins der Provinz Sachsen trug er maßgebend dazu bei, wissenschaftliche Erkenntnisse in der landwirtschaftlichen Praxis zu verbreiten. In den letzten zwanzig Jahren seines Lebens schrieb er mehrere Bücher über die Aktivitäten preußischer Könige auf dem Gebiet der Landeskultur.

## Leben und Wirken
Rudolf Stadelmann begann 1838 eine Berufsausbildung als Medailleur am Münzamt in Darmstadt, musste jedoch wegen einer Augenverletzung diese Tätigkeit wieder aufgeben. Seit 1843 arbeitete er in dem europaweit berühmten landwirtschaftlichen Institut Philipp Emanuel von Fellenbergs auf dem Gut Hofwyl in der Nähe von Bern. Seine Begeisterung für Fellenbergs Ideen regte ihn an zu der 1844 publizierten Schrift Die Stiftung von Hofwyl. In Auszügen und Umrissen der Hofwyler Blätter und Bestrebungen dargestellt. 1845 setzte er seine landwirtschaftlichen Studien an der Universität Jena fort. Ein Jahr später übernahm er die Stelle eines Sekretärs und Rechnungsführers am landwirtschaftlichen Universitätsinstitut. 1847 promovierte er zum  Dr. phil.
Nach der Promotion blieb Stadelmann noch zwei Jahre in Jena. Er besuchte weiterhin Lehrveranstaltungen an der Universität und hörte historische Vorlesungen. Sein Versuch, eine Ackerbauschule zu gründen, scheiterte. 1849 folgte er einer Einladung Carl von Wulffens und besuchte dessen Gut in Pietzpuhl (Sachsen-Anhalt). Eine der Töchter von Wulffens wurde seine Lebensgefährtin. Über Carl von Wulffen, den Begründer der Lehre von der Statik des Landbaus, veröffentlichte Stadelmann 1863 in den Preußischen Jahrbüchern ein eindrucksvolles Lebensbild.
Von 1850 bis 1871 war Stadelmann Generalsekretär des Landwirtschaftlichen Centralvereins der Provinz Sachsen. Seit 1858 lebte er in Halle (Saale). Er setzte sich dafür ein, an der Universität Halle unter dem Direktorat von Julius Kühn ein landwirtschaftliches Institut einzurichten. Mit seiner mehrmals aufgelegten Denkschrift Der Schutz der nützlichen Vögel in seiner Nothwendigkeit für den Land-, Forst- und Gartenbau (1867) wurde er zu einem Wegbereiter des  Vogelschutzgesetzes.
Nach 1871 arbeitete Stadelmann als Archivar und freier Schriftsteller. Zunächst schrieb er ein fundiertes Werk über Das landwirthschaftliche Vereinswesen in Preußen (1874). Nach dem Erscheinen seines Buches Friedrich der Große in seiner Thätigkeit für den Landbau Preußens (1876) wurde er vom Direktor der preußischen Staatsarchive gebeten, das Wirken der preußischen Könige für die Landeskultur zu erforschen und die Ergebnisse zu veröffentlichen. Mit unermüdlichem Fleiß hat sich Stadelmann dieser Aufgabe gewidmet. In der Reihe Publicationen aus den Königl. Preußischen Staatsarchiven erschienen zwischen 1878 und 1887 vier Bände, in denen Friedrich Wilhelm I., Friedrich II., Friedrich Wilhelm II. und Friedrich Wilhelm III. in ihrer Tätigkeit für die Landeskultur dargestellt sind.
Stadelmann, seit 1859 Ökonomierat, wurde 1882 zum Landesökonomierat ernannt.

## Hauptwerke
- Die Stiftung von Hofwyl. In Auszügen und Umrissen der Hofwyler Blätter und Bestrebungen dargestellt. Verlag Jonghaus Darmstadt 1844.
- Carl von Wulffen=Pietzpuhl. Ein Cultur- und Charakterbild. In: Preußische Jahrbücher Bd. 11, 1863, S. 267–299. – Zugl. als Broschüre: Verlag G. Reimer Berlin 1863. – Kurzfassung in: Journal für Landwirthschaft Jg. 12, 1864, S. 167–175.
- Der Schutz der nützlichen Vögel in seiner Nothwendigkeit für den Land-, Forst- und Gartenbau. Buchhandlung des Waisenhauses Halle; 1. u. 2. Aufl. wahrscheinl. 1866 (?); 3. unveränderte Aufl. ebd. 1867; 4. u. 5. Aufl. ebd. 1868.
- Das landwirthschaftliche Vereinswesen in Preußen. Seine Entwickelung, Wirksamkeit, Erfolge und weiteren Ziele. Buchhandlung des Waisenhauses Halle 1874.
- Friedrich der Große in seiner Thätigkeit für den Landbau Preußens. Verlag Wiegandt, Hempel und Parey Berlin 1876.
- Preußens Könige in ihrer Thätigkeit für die Landescultur. Tl. 1: Friedrich Wilhelm I., 1878; Tl. 2: Friedrich der Große, 1882; Tl. 3: Friedrich Wilhelm II., 1885; Tl. 4: Friedrich Wilhelm III., 1887 = Publicationen aus den K. Preußischen Staatsarchiven, Verlag von S. Hirzel Leipzig, Bd. 2, 11, 25 und 30. – Neudruck dieser Ausgaben bei Verlag Zeller Osnabrück, 1965–1968.
- Aus der Regierungsthätigkeit Friedrich´s des Großen. Verlag Hendel Halle/Saale 1890.